# Sorghof (Pfofeld)
Sorghof ist ein Gemeindeteil der Gemeinde Pfofeld im Landkreis Weißenburg-Gunzenhausen (Mittelfranken, Bayern). Sorghof liegt in der Gemarkung Thannhausen.

## Lage
Die Einöde liegt südlich des Kleinen Brombachsees, knapp einen Kilometer von Langlau entfernt. Im Süden verläuft die Bahnlinie Gunzenhausen–Pleinfeld. Eine Gemeindeverbindungsstraße, die in Thannhausen von der südlich verlaufenden Staatsstraße 2222 abzweigt und nach Langlau führt, verbindet Sorghof mit dem Umland.

## Ortsnamendeutung

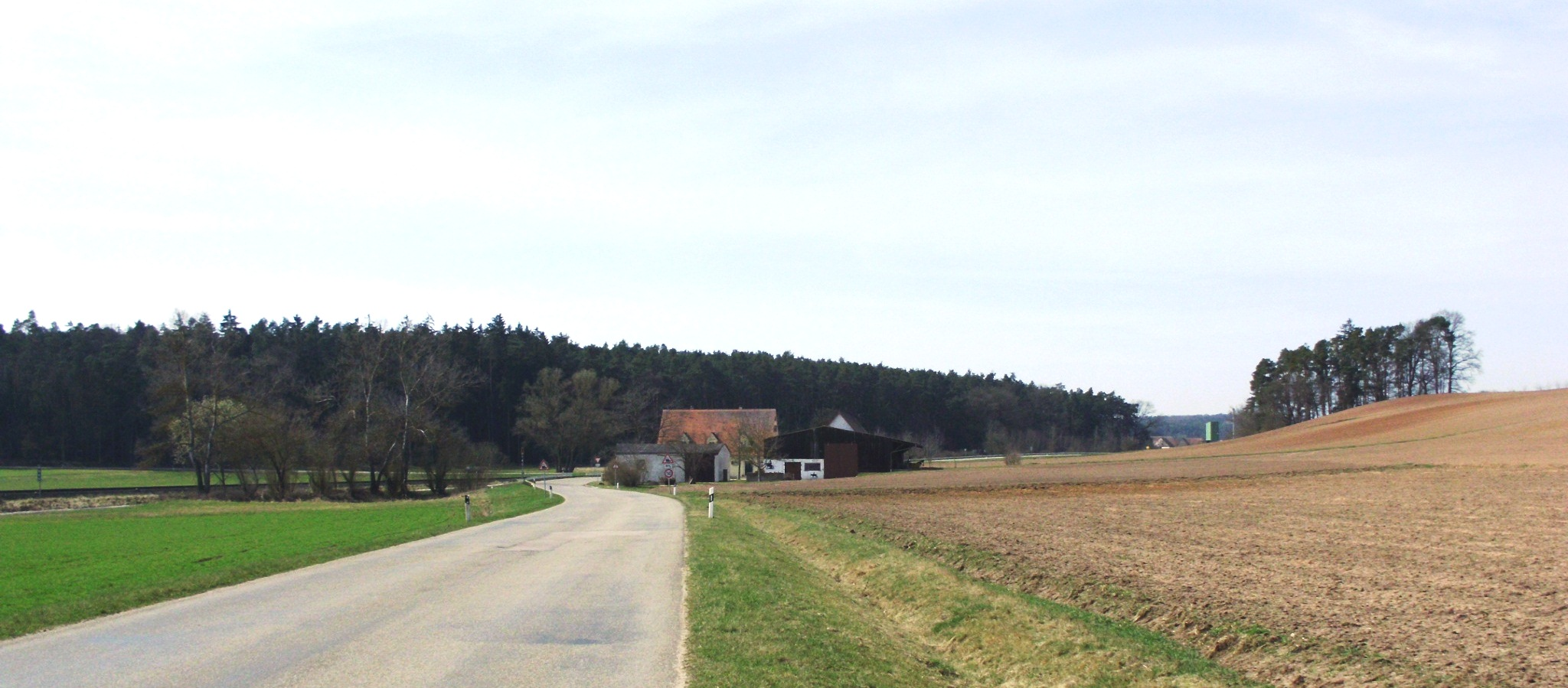
Der Sorghof mit umgebender Landschaft von Osten aus

Der Ortsnamenforscher Robert Schuh nennt zwei mögliche Deutungen: „Hof auf dürftigem Boden (der dem Besitzer viel Sorge bereitet)“ oder „Hof an der Flurgrenze/am Waldesrand“ („Sorge“ hier von mhd. „zarge“ = „Rand, Saum, Einfassung, Umrandung“).

## Geschichte
1593 wird der Hof erstmals als „Neu Sorg“ (im Sinne von neu erbaut?) erwähnt; der Besitzer hieß Hans Riell und war der Herrschaft Absberg vogtbar. 1608 ist „Sorg ein Schaffhoff“, der nach wie vor den Absbergern vogtbar ist und bezüglich der Fraisch nach Gunzenhausen gehört. 1652 untersteht der Hof „Neusorg“ dem Deutschordensamt Absberg; die Absberger waren zwei Jahre zuvor ausgestorben. Für 1732 erfährt man, dass der Hof der Deutschordenskommende Ellingen gehört und ins evangelische Thannhausen gepfarrt ist; der Große Zehnt geht zum Deutschen Orden nach Absberg, der Kleine in die Pfarrei Thannhausen, die Vogtei außer Ettern (inner Ettern lag sie beim Deutschen Orden) und die hohe Fraisch nahmen das ansbachisch-markgräfliche Oberamt Gunzenhausen wahr. 1739 ist die Bezeichnung „Sorghof“, 1750 „Neuer Sorgen Hoff“, auf dem Caspar Wustum sitzt.
1792 wird die Einöde mit dem Markgrafentum Ansbach preußisch. Am Ende des Heiligen Römischen Reichs geht der Sorghof mit dem ehemaligen Fürstentum Ansbach infolge des Reichsdeputationshauptschlusses 1806 an das neue Königreich Bayern über, wo er 1808 dem Steuerdistrikt, ab 1811 der Ruralgemeinde Thannhausen im Landgericht/Rentamt Gunzenhausen eingegliedert ist.
Im Zuge der Gebietsreform in Bayern, die am 1. Mai 1978 in Kraft trat, wurde die Gemeinde Thannhausen aufgelöst, der Sorghof kam zu Pfofeld.

### Einwohnerzahlen
- 1818: 12 Einwohner[9]
- 1824: 11 Einwohner, 1 Anwesen
- 1861: 8 Einwohner, 3 Gebäude[10]
- 1929: 7 Einwohner[11]
- 1950: 13 Einwohner, 1 Anwesen
- 1961: 5 Einwohner, 1 Wohngebäude[12]
- 1987: 4 Einwohner[13]
- 30. Juni 2008: 5 Einwohner[14]
- 31. Dezember 2010: 6 Einwohner